# M3 (ekonomisk term)

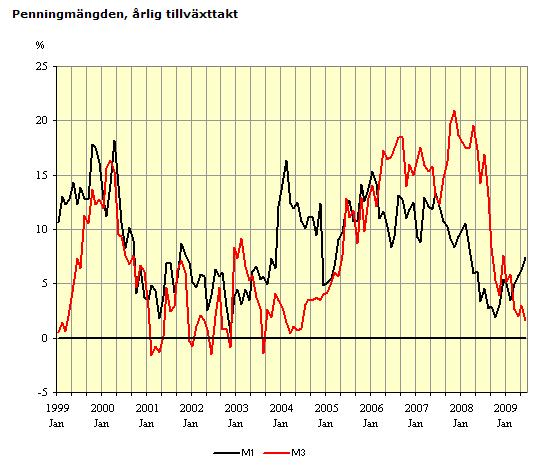
Penningmängden, årlig tillväxttakt enl. M1 och M3 ifrån SCB

M3 är ett mått på penningmängd och innefattar
- sedlar och mynt
- avistainlåning
- bankcertifikat